# Bakonyszentkirály
Bakonyszentkirály es un pueblo ubicado en el distrito de Zirc, en el condado de Veszprém, Hungría.

## Superficie
Posee una superficie de 27,90 kilómetros cuadrados.

## Demografía
Hasta 2019 la población era de 829 habitantes, con una densidad de población de 29,71 habitantes por kilómetro cuadrado.